# عشق‌آباد (گروه موسیقی)
عشق آباد یک گروه موسیقی فولکلور ترکمن بود که در عشق آباد ترکمنستان تشکیل شد.

## اعضا
- - Atabai Charykuliev - vocal, tar
  - Gasan Mamedov - violin, Honored Artist of Turkmenistan.
  - Sabir Rizaev - clarinet, soprano saxophone, serp, nagara
  - Kurban Kurbanov - accordion
  - Hakberdy Allamuradov - dep, serp, nagara

## تاریخ
نوازندگان گروه به‌طور جداگانه حرفهٔ خود را با نواختن در عروسی‌ها آغاز کردند که در یکی از آنها آتابای چاریکولیف خواننده اصلی مورد توجه ناظم ندیروف، شرق‌شناس و تهیه‌کننده قرار گرفت. پس از جان به در بردن از کمپین دولتی علیه موسیقی عروسی اسلامی (در یک مقطع زمانی، چاریکولیف به جرم نواختن در یک مؤسسهٔ روانی محبوس شد)، انحلال اتحاد جماهیر شوروی به او امکان از سرگیری اجرای موسیقی را داد.
پس از اجرای چندین کنسرت (از جمله اجرا در تلویزیون ترکمنستان به همراه عزیزه خواننده)، عنوان «نوازندهٔ ارجمند سنتی مردم» از سوی جمهوری تازه استقلال یافته ترکمنستان به وی اعطا شد.
عشق آباد به زودی به عنوان یک سوپرگروه موسیقی عروسی مسلمان تشکیل شد و نام خود را به نام پایتخت ترکمنستان نامگذاری کرد.
پس از اینکه یکی از برنامه‌های گروه در استودیویی در آلمان ضبط شد و یک تور در اروپا برگزار شد، چاریکولیف گفت که تمام آنچه را که دارد مدیون رئیس‌جمهور ترکمنستان صفرمرات نیازوف است.
در ۲۱ مارس ۲۰۰۹، چاریکولیف در عشق آباد درگذشت.

## ضبط‌ها و اجراهای قابل توجه
در سال ۱۹۹۳، آنها اولین گروه موسیقی از اتحاد جماهیر شوروی سابق بودند که تحت لوای Peter Gabriel - Real World (بخش ویرجین رکوردز) منتشر شدند. آلبوم آنها شهر عشق (ترجمه تحت‌اللفظی نام گروه) در اروپا محبوبیت پیدا کرد.
در سال ۱۹۹۸، آنها همراه با تاناسیس پاپاکونستانتینوخواننده و ترانه‌سرای یونانی و ملینا کانا خوانندهٔ یونانی آلبوم Loot (Laphyra, Lafyra) را منتشر کردند.
در ۲۳ فوریه ۲۰۰۰، آنها در برنامهٔ تلویزیونی Anthropology" در کانال NTV روسیه و در سال ۲۰۰۲ در کانال یک روسیه ظاهر شدند .
در سال ۲۰۰۲، گروه کنسرت‌هایی را در مسکو اجرا کرد و در اولین جشنوارهٔ بین‌المللی موسیقی قومی مسکو شرکت کرد.

## برای مطالعهٔ بیشتر
- قرارداد عشق آباد که توسط هند، عمان، ایران، ترکمنستان، ازبکستان و قزاقستان برای ایجاد کریدور حمل و نقل و ترانزیتی بین‌المللی برای تسهیل حمل و نقل کالا بین آسیای مرکزی و خلیج فارس امضا شد.[۲]